# Santander (comarca)
A comarca de Santander é uma comarca do norte de Espanha, na província e comunidade autónoma da Cantábria. Tem 268,3 km² de área e em 2021 tinha 271 346 habitantes. A comarca não tem estatuto administrativo, pois apesar de já existir uma lei para a divisão em comarcas da Cantábria desde 1999, esta ainda não foi regulamentada.
A região é por vezes chamada Baía de Santander, embora o território usualmente considerado como constituinte da comarca não inclua os municípios do sudeste e leste daquela baía e inclua municípios que não têm contacto com a baía. Juntamente com alguns municípios de outros territórios, uma parte da comarca constitui a área metropolitana de Santander-Torrelavega, um conurbação formada principalmente por essas duas cidades, que é uma importante área de serviços e de indústrias que em 2013 tinha mais de 400 000 habitantes.
| Municípios           | Municípios | Municípios       | Municípios           |
| Município            | Área (km²) | População (2021) | Densidade (hab./km²) |
|                      |            |                  |                      |
| -------------------- | ---------- | ---------------- | -------------------- |
| El Astillero         | 6,8        | 18 116           | 2 664,1              |
| Camargo              | 36,6       | 30 497           | 833,3                |
| Miengo               | 24,5       | 5 059            | 206,5                |
| Penagos              | 31,7       | 2 168            | 68,4                 |
| Piélagos             | 83,3       | 26 035           | 312,5                |
| Santa Cruz de Bezana | 17,2       | 13 292           | 772,8                |
| Santander            | 36,1       | 172 221          | 4 770,7              |
| Villaescusa          | 28,0       | 3 958            | 141,4                |

| Comarcas limítrofes da comarca de Santander |  |           |
| Mar Cantábrico                              |  |           |
| Besaya                                      |  | Trasmiera |
| Vales Pasiegos                              |  |           |